# Óriás bocskorosgomba
Az óriás bocskorosgomba (Volvariella bombycina) a csengettyűgombafélék családjába tartozó, világszerte elterjedt, lombos fák törzsén élő, ehető gombafaj. 

## Megjelenése
Az óriás bocskorosgomba kalapja 8-15 cm széles, alakja fiatalon tojásdad, majd harang alakúból púposan kiterülő lesz. Felülete száraz, fiatalon selymes-bolyhos, később szálas-pikkelyes. Színe fehéres vagy halványsárga.
Húsa puha, vizenyős; színe fehéres. Íze jellegtelen, szaga retekre emlékeztet.  
Sűrűn álló, hasas, széles lemezei szabadon állnak. Színük eleinte fehér, később rózsás-hússzínű.
Tönkje 6-15 cm magas és 1-2 cm vastag. Alakja hengeres, néha görbült, a töve felé megvastagodik. Felülete selymesen szálas, színe fehéres. Tövén jól fejlett okkersárgás vagy barnás, hártyás bocskor található, amelynek külső felülete foltosan felszakadozhat.
Spórapora barnásrózsaszín. Spórája ellipszis alakú, sima, vastag falú, mérete 6–9 x 3,5–5 µm. 

### Hasonló fajok
Élőhelye és bocskora alapján könnyen felismerhető, esetleg a talajon növő, nyálkás kalapú ragadós bocskorosgombával lehet összetéveszteni. 

## Elterjedése és termőhelye
Az Antarktisz kivételével minden kontinensen megtalálható. Magyarországon ritka, szórványosan országszerte megtalálható. 
Élő vagy elhalt lombos fák törzsén, tuskóján, esetleg odvaiban terem, esetenként több méter magasan; általában egyesével, ritkán többedmagával. Melegkedvelő, főleg ligeterdőkben, néha parkokban, temetőkben fordul elő. Leggyakrabban bükkön, tölgyön, nyárfán él. Májustól októberig terem.  
Ehető, de nem túl ízletes gomba. Magyarországon védett, természetvédelmi értéke 5000 Ft.

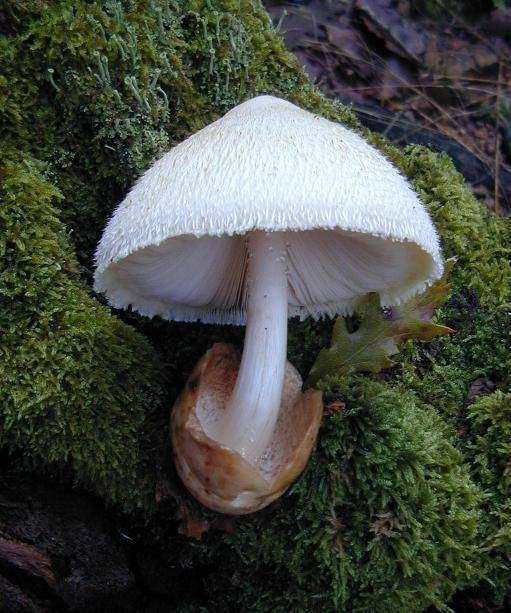
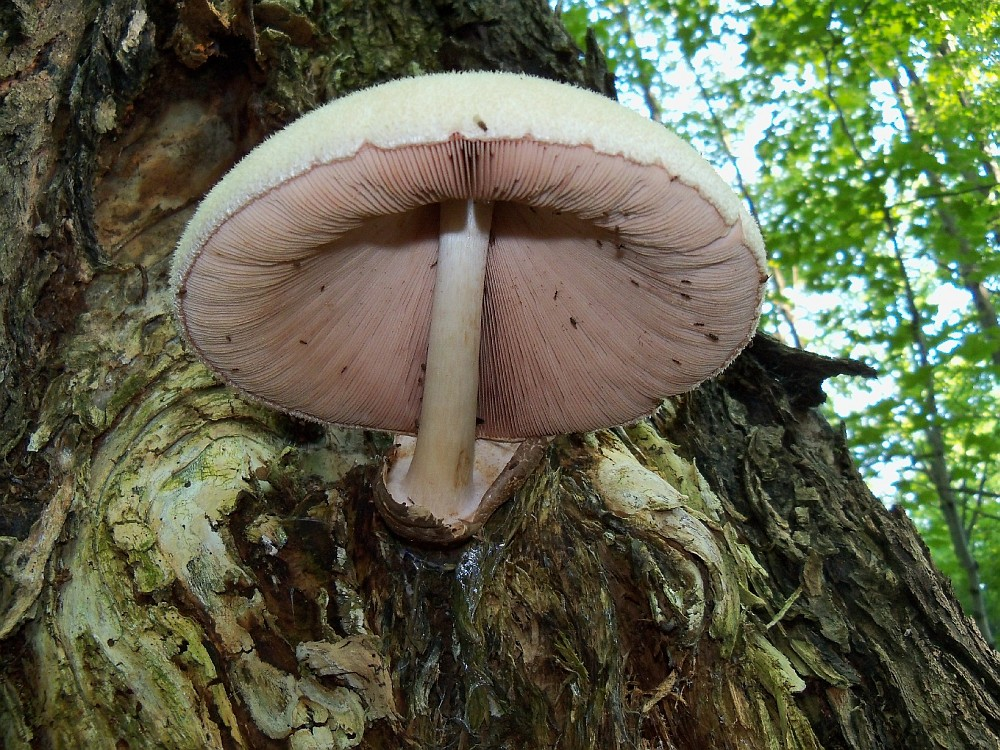
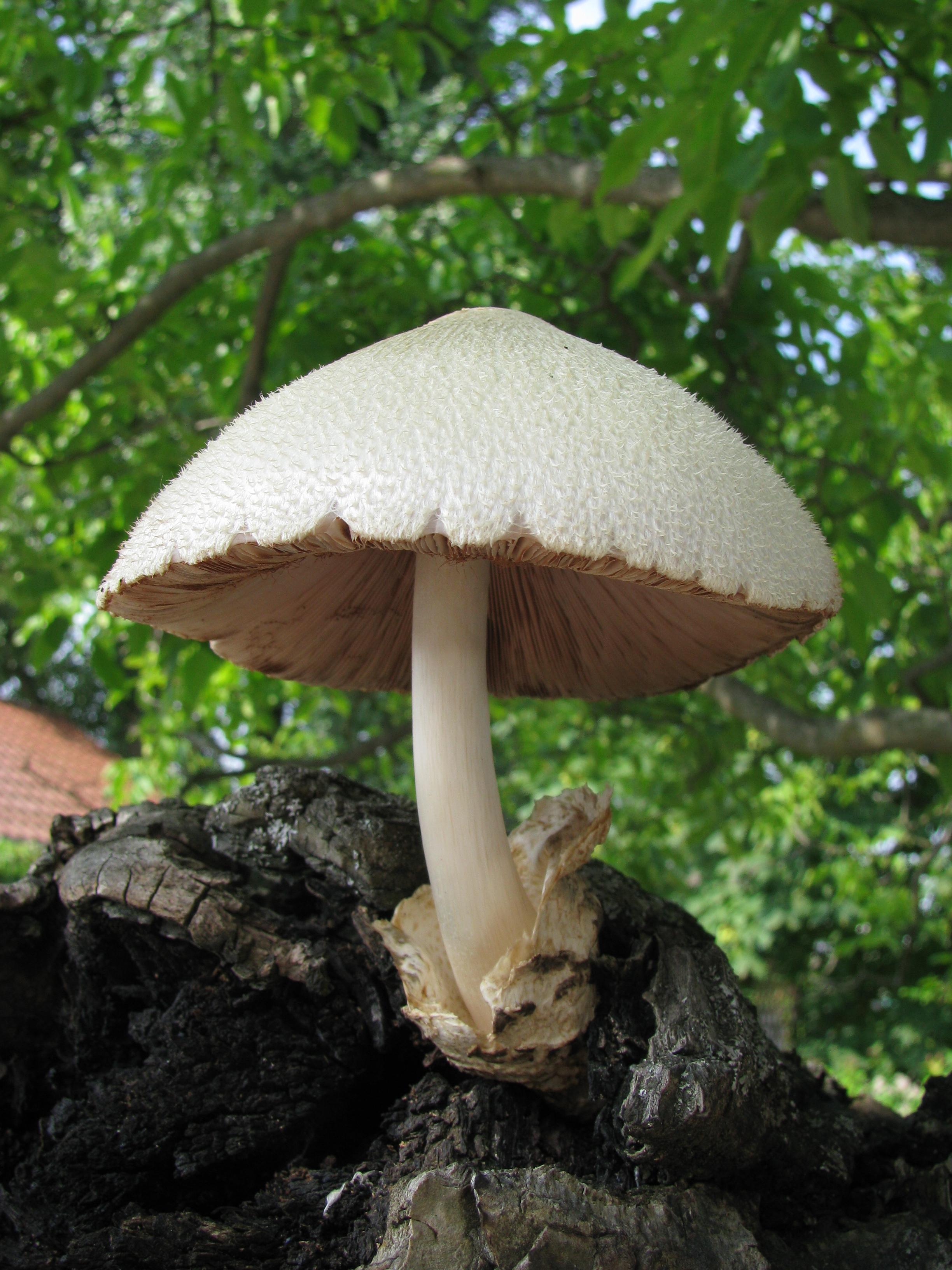
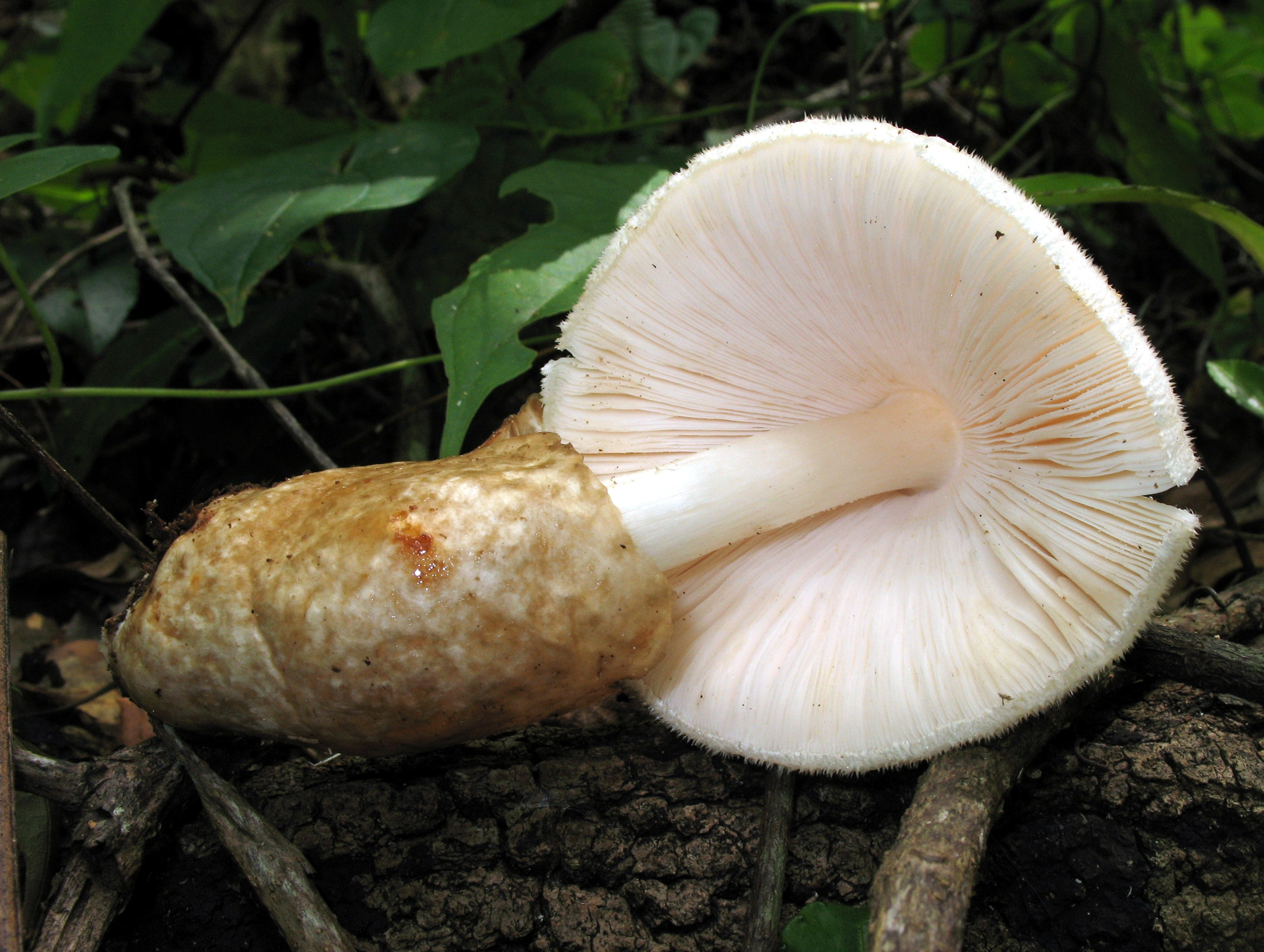
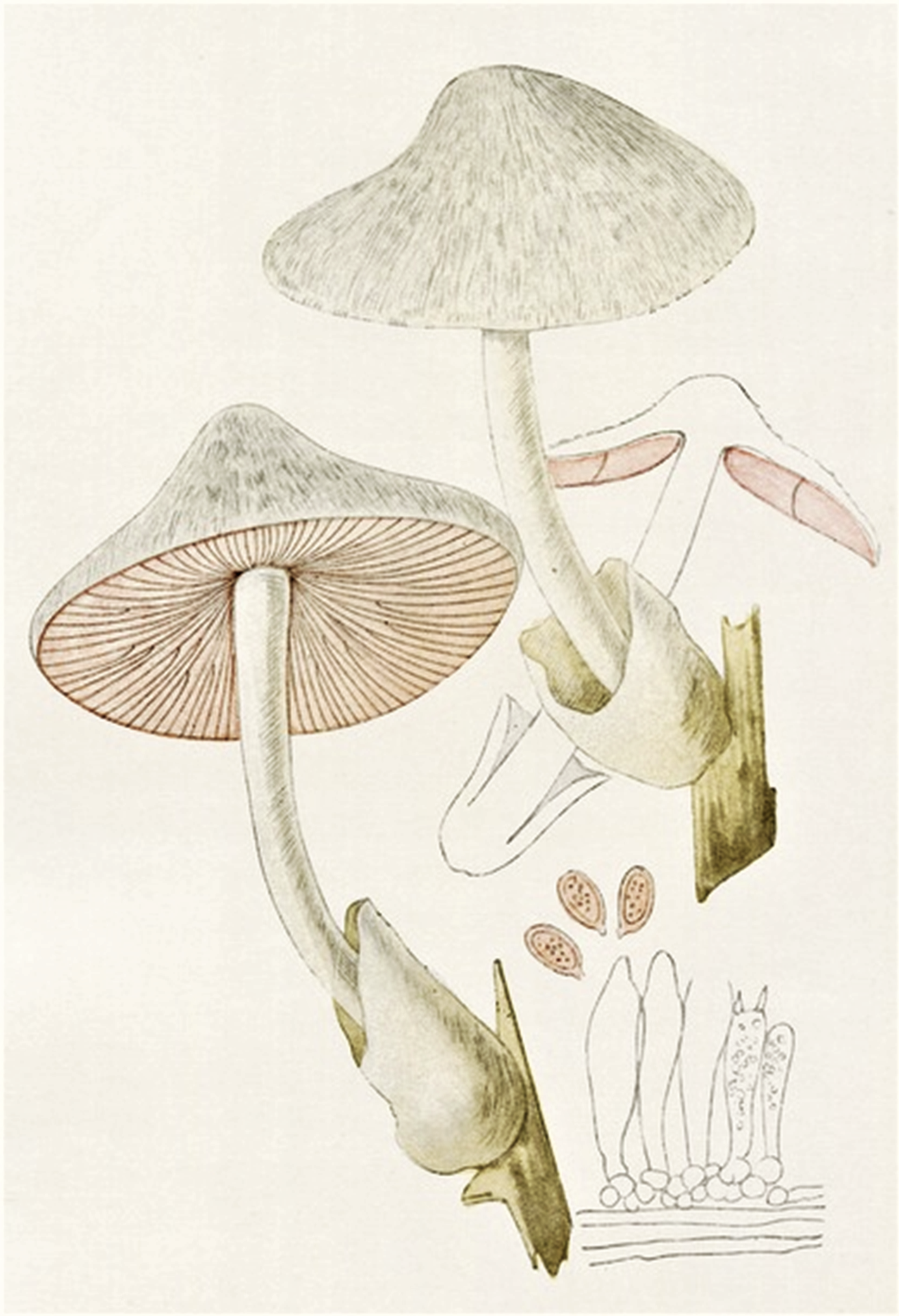